# Hong Kong Film Award de la meilleure photographie

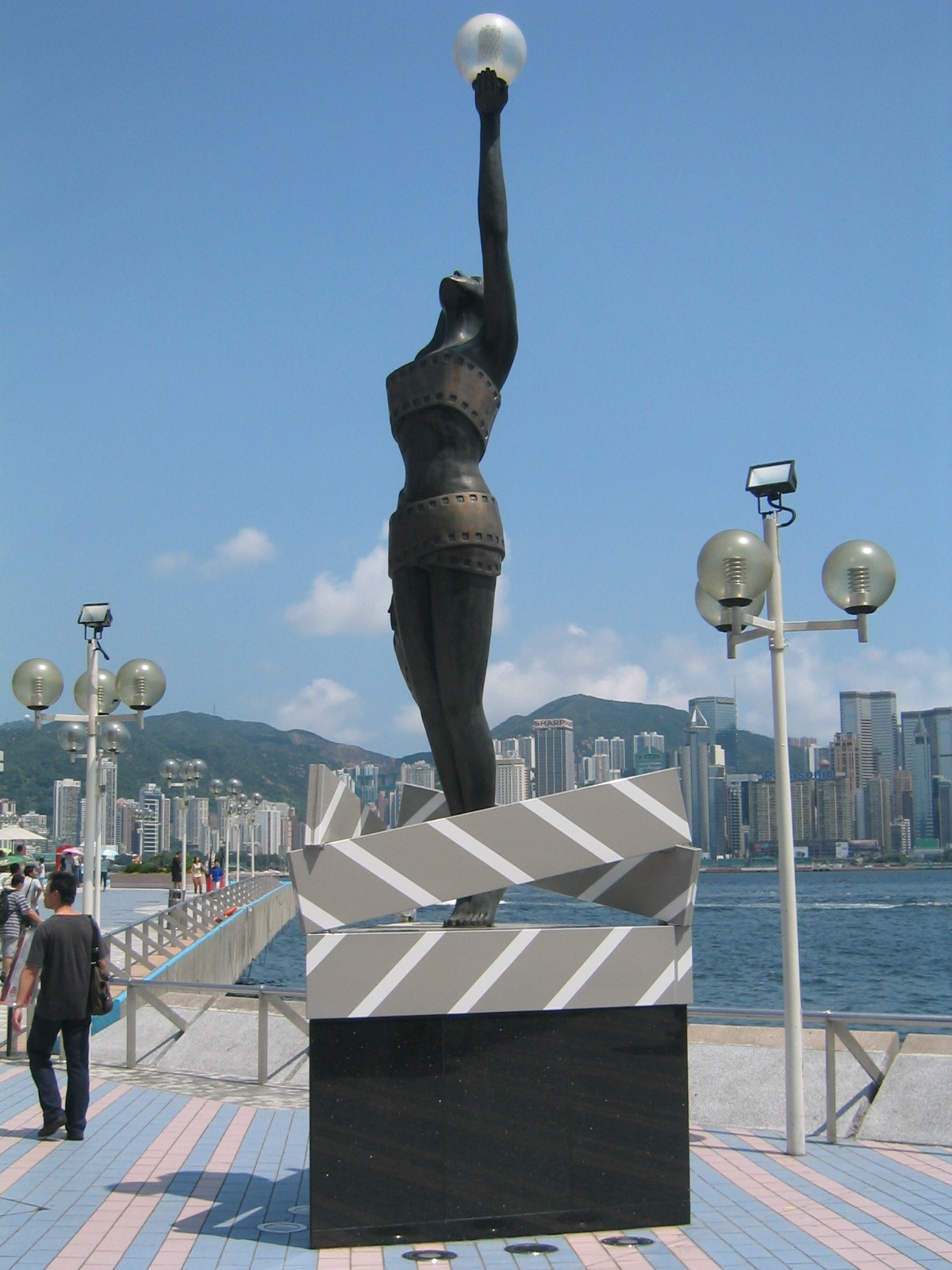
Avenue des Stars à Hong Kong

Le Hong Kong Film Award de la meilleure photographie est une récompense cinématographique remise chaque année depuis 1983.

## Liste des Hong Kong Film Award de la meilleure photographie

### Années 1980
- 1983 : Arthur Wong pour He Lives by Night
- 1984 : Wong Chung-biu pour The Last Affair
- 1985 : Lai Sui-ming pour Hong Kong 1941
- 1986 : Poon Hang-sang pour The Island
- 1987 : Christopher Doyle pour Soul
- 1988 : James Hayman et David Chung Chi-man pour An Autumn's Tale
- 1989 : David Chung pour Painted Faces

### Années 1990
- 1990 : Peter Pau pour A Fishy Story
- 1991 : Christopher Doyle pour Nos années sauvages
- 1992 : Peter Pau pour Saviour of the Soul
- 1993 : Poon Hang-sang pour Center Stage
- 1994 : Peter Pau pour La Mariée aux cheveux blancs
- 1995 : Christopher Doyle pour Les Cendres du temps
- 1996 : Christopher Doyle pour Les Anges déchus
- 1997 : Jingle Ma pour Comrades, Almost a Love Story
- 1998 : Arthur Wong pour Les Sœurs Soong
- 1999 : Arthur Wong pour Sleepless Town

### Années 2000
- 2000 : Arthur Wong pour Purple Storm
- 2001 : Peter Pau pour Tigre et Dragon
- 2002 : Arthur Wong pour Visible Secret
- 2003 : Christopher Doyle pour Hero
- 2004 : Arthur Wong pour The Floating Landscape
- 2005 : Christopher Doyle, Lai Yiu-fai et Kwan Pun-leung pour 2046
- 2006 : Peter Pau pour Perhaps Love
- 2007 : Andrew Lau et Lai Yiu-fai pour Confession of Pain
- 2008 : Arthur Wong pour Les Seigneurs de la guerre
- 2009 : Arthur Wong pour Painted Skin

### Années 2010
- 2010 : Arthur Wong pour Bodyguards and Assassins
- 2011 : Peter Pau pour Confucius
- 2012 : Jake Pollock et Lai Yiu-fai pour Wu Xia
- 2013 : Anthony Pun pour The Silent War
- 2014 : Philippe Le Sourd pour The Grandmaster
- 2015 : Wang Yu pour The Golden Era
- 2016 : Christopher Doyle pour Port of Call
- 2017 : Peter Pau et Cao Yu pour See You Tomorrow
- 2018 : Jason Kwan pour Chasing the Dragon
- 2019 : Jason Kwan pour Project Gutenberg

### Années 2020
- 2020 : Yu Jing-pin pour Better Days
- 2022 : Cheng Siu-keung pour Limbo
- 2023 : Cheng Siu-keung pour Detective vs Sleuths
- 2024 : Anthony Pun pour Once Upon a Time in Hong Kong (The Goldfinger)

## Record
- Directeurs de la photographie les plus récompensés : Arthur Wong avec 9 récompenses, puis Christopher Doyle et Peter Pau avec 7 récompenses.